# Пиннань (Гуйган)
Пинна́нь (кит. упр. 平南, пиньинь Píngnán) — уезд городского округа Гуйган Гуанси-Чжуанского автономного района (КНР).

## История
Во времена империи Тан в 633 году в этих местах был создан уезд, который сначала получил название Наньпин (南平县), а затем был переименован в Пиннань.
После вхождения этих мест в состав КНР в конце 1949 года был образован Специальный район Учжоу (梧州专区) провинции Гуанси, и уезд вошёл в его состав. В 1951 году Специальный район Учжоу был расформирован, и уезд перешёл в состав Специального района Жунсянь (容县专区).
В 1958 году провинция Гуанси была преобразована в Гуанси-Чжуанский автономный район. Специальный район Жунсянь был расформирован, и уезд перешёл в состав Специального района Юйлинь (玉林专区). В 1971 году Специальный район Юйлинь был переименован в Округ Юйлинь (玉林地区).
Постановлением Госсовета КНР от 27 октября 1995 года из округа Юйлинь был выделен городской уезд Гуйган, и уезд Пиннань перешёл в его состав.

## Административное деление
Уезд делится на 17 посёлков, 2 волости и 2 национальные волости.